# Breaker! Breaker!
Breaker! Breaker! is een Amerikaanse actiefilm uit 1977 onder regie van Don Hulette, met Chuck Norris in de hoofdrol.

## Verhaal
J.D. is vrachtwagenchauffeur. Als zijn jongere broer Billy op mysterieuze wijze vermist raakt, gaat J.D. naar hem op zoek. J.D. komt terecht in een klein dorpje, Texas City, waar alle inwoners, inclusief de sheriff, corrupt zijn. J.D. zal dus alleen moeten vechten tegen iedereen om zijn broer te vinden.

## Rolverdeling
- Chuck Norris - John David "J.D." Dawes
- George Murdock - Judge Joshua Trimmings
- Terry O'Connor - Arlene Trimmings
- Don Gentry - Sergeant Strode
- John DiFusco - Arney
- Ron Cedillos - Deputy Boles
- Michael Augenstein - Billy Dawes
- Dan Vandegrift - Wilfred
- Douglas Stevenson - Drake
- Paul Kawecki - Wade
- Larry Feder - George
- Jack Nance - Burton